# ジョン・マッカーサー
ジョン・マッカーサー（英語: John Macarthur、1767年 - 1834年4月11日）は、イギリス・プリマス出身の軍人・実業家・政治家・建築家。イギリス領オーストラリアにおける農業発展の基礎を構築したほか、1808年から1810年にはラム酒の反乱と呼ばれる暴動の黒幕となった。
19世紀初頭のイギリス領オーストラリアで発展した羊毛産業の先駆者であるとされる。シドニー郊外のパラマタに広大な農場エリザベス農場を所有し、農場の建物の設計を自ら行った。建築家のジョン・ヴァージにカムデン・パーク・エステートの設計を委託されたことでも知られる。

## 経歴
父親のアレクサンダー・マッカーサーは1745年のジャコバイトの反乱後に西インド諸島に逃れ、イングランド帰国後には布地屋や服飾店を経営していたという。1767年、ジョン・マッカーサーはアレクサンダーの二男としてイングランドのプリマスに生まれた。正確な誕生日は不明だが、1767年9月3日を誕生日として登録していたことが知られている。マッカーサー自身は姓をM'Arthurと綴る期間が長かったが、しばしば綴り方がMacArthurに変化している。最晩年になってMacarthur（4文字目のaが小文字）という綴り方を使用した。
1788年10月にはエリザベスと結婚し、1789年にニューサウスウェールズ軍団に加入して中尉となった。1788年にはアーサー・フィリップ初代ニューサウスウェールズ総督率いるファースト・フリート（最初の囚人船団）がイギリス領オーストラリアに入植を開始しており、ネプチューン号に乗り込んだジョンとエリザベスの2人はセカンド・フリートで1790年にオーストラリア・シドニーに到着した。1805年には広大な農場を取得し、商業的な利権を得た。第4代ニューサウスウェールズ総督のウィリアム・ブライとは対立し、1808年から1810年にはラム酒の反乱と呼ばれる総督に対する暴動の黒幕となった。マッカーサーは自身の不正行為を認めて有期の国外追放処分を受け、フランスでブドウの木を収集して栽培技術を習得した上で、1817年に再びオーストラリアに渡った。マッカーサーはオーストラリアで初めて商業的なワインの生産を行った人物であり、カムデンやペンリスでワインを生産した。

## 家族
エリザベスはオーストラリアへの航海中に娘を出産したが、この娘は赤ちゃんのうちに死去している。ジョンとエリザベスは4人の息子（ジョン・マッカーサー、エドワード・マッカーサー、ジェイムズ・マッカーサー、ウィリアム・マッカーサー）を儲けており、ジェイムズとウィリアムはエリザベス農場で生まれている。1789年生のエドワードはイギリス軍中尉となり、1855年にはオーストラリアのイギリス軍最高指揮官を、1856年には初代ビクトリア総督チャールズ・ホサムと第2代ビクトリア総督ヘンリー・バークリーの間の行政官を務めた。1798年生のジェイムズは畜産業者・政治家となり、1839年から1843年までニューサウスウェールズ議会上院議員を務めた。1800年生のウィリアムは植物学者・ワイン醸造家となり、19世紀後半のオーストラリアでもっとも活動的で影響力のあった園芸家とされている。